# Luftgau-Plakette des Feld-Luftgau-Kommandos Westfrankreich
Die Luftgau-Plakette des Feld-Luftgaukommandos Westfrankreich war eine nichttragbare Auszeichnung der deutschen Luftwaffe während des Zweiten Weltkrieges, die vom General der Flakartillerie Eugen Weißmann im Sommer 1944 für die Angehörigen des Feld-Luftgaukommandos Westfrankreich gestiftet werden sollte. Dies war jedoch aufgrund einer Verwundung Weißmanns nicht möglich, auch weil die entsprechende Besitzzeugnisse zu diesem Zeitpunkt noch fehlten. Weißmann gab dann am 1. Juli 1944 das Kommando an seinen Nachfolger General der Flakartillerie Karl Drum ab. Unter ihm fand dann auch die einzige offizielle Verleihung der Ehrenplakette an eine Stabshelferin der Luftwaffe am 5. August 1944 statt.
Die in Bronze gefertigte Medaille mit einem Durchmesser von 42 mm zeigt auf ihrem Avers die kartographische Darstellung Frankreichs mit angedeuteten Flüssen. Mittig ist das Hoheitsabzeichen der Luftwaffe dargestellt mit der darüberliegenden Umschrift: ALLES FÜR DEUTSCHLAND. Das Revers zeigt hingegen innerhalb zweier unten gekreuzter nach oben hin gebogenen offenen Lorbeerzweigen die sechszeilige Inschrift: FÜR / TREUE / DIENSTLEISTUNGEN / IM BEREICH DES / FELDLUFTGAUKOMMANDOS / WESTFRANKREICH. Von der eigentlich nichttragbaren Plakette existieren jedoch auch tragbare Varianten, deren Äußeres der nichttragbaren Variante im Avers gleicht, allerdings nur mit einem Durchmesser von 20,5 mm, wobei auf dem Revers eine Broschiernadel angebracht ist. Diese Variante wurde kurz vor der Auflösung des Kommandos im Mai 1945 an eine unbekannte Anzahl von Stabshelferinnen ausgegeben.